# Eurylaimus ochromalus
Bocarra-preta-e-amarela ou bocarra-amarelado (Eurylaimus ochromalus) é uma espécie de ave da família Eurylaimidae.
Pode ser encontrada nos seguintes países: Brunei, Indonésia, Malásia, Myanmar, Singapura e Tailândia.
Os seus habitats naturais são: florestas subtropicais ou tropicais húmidas de baixa altitude e regiões subtropicais ou tropicais húmidas de alta altitude.
Está ameaçada por perda de habitat.